# Буковці (Марковці)
Буковці (словен. Bukovci) — поселення в общині Марковці, Подравський регіон‎, Словенія.